# メノルカ島の占領
メノルカ島の占領（英語: Capture of Minorca）は、スペイン継承戦争における戦闘の1つで、1708年9月14日から9月30日にかけてイギリス軍が地中海のスペイン領であるバレアレス諸島のメノルカ島を守備するスペイン軍と交戦した。
イギリスはフランス・スペインを地中海から抑えるため海外領土を奪い、1704年にジブラルタルを占領して地中海から大西洋への出口であるジブラルタル海峡を監視できる場所を手に入れた。より封鎖を確実にするため1708年にスペインのイングランド駐屯軍の司令官ジェームズ・スタンホープはスペイン王位候補者カール大公とスペイン方面司令官グイード・フォン・シュターレンベルクと相談の上でジブラルタルより東のメノルカ島遠征を計画した。これに地中海艦隊司令官ジョン・リークが協力、8月末にスタンホープのイギリス軍を乗せた艦隊はメノルカ島へ出航した。
メノルカ島は西にシウタデリャ・デ・メノルカ、北にフォルネルス、東にマオーの3つの港があり、マオーの入り口に築かれたセントフィリップ砦にスペイン軍が立て籠もっていた。9月14日に上陸したイギリス軍は作戦を開始、9月20日にフォルネルスを落とし、9月22日にシウタデリャも降伏、残ったマオーは艦隊砲撃と続く陸軍の突入で9月30日に降伏、メノルカ島はイギリスに制圧された。
戦後メノルカ島はスタンホープがカール大公と交渉した結果イギリス領となり、イギリス軍はフランスの港湾都市トゥーロンを監視出来るようになり、以後大規模な海戦は起こらなかった。同時にフランスに与していたイタリアの教皇領にも圧力をかけ、ローマ教皇クレメンス11世は屈服して翌1709年にカール大公をスペイン王と認めた。1713年のユトレヒト条約でメノルカ島とジブラルタルは正式にイギリス領と認められ、地中海を制する重要拠点を手に入れた。